# Trachelipus croaticus
Trachelipus croaticus är en kräftdjursart som beskrevs av Stanko Karaman 1967. Trachelipus croaticus ingår i släktet Trachelipus och familjen Trachelipodidae. Inga underarter finns listade i Catalogue of Life.